# Гренбі (Коннектикут)
Гренбі (англ. Granby) — місто (англ. town) в США, в окрузі Гартфорд штату Коннектикут. Населення — 10 903 особи (2020).

## Демографія
Згідно з переписом 2010 року, у місті мешкали 11 282 особи в 4194 домогосподарствах у складі 3242 родин. Було 4360 помешкань
Расовий склад населення:
| - 96,4 % — білих - 1,1 % — чорних або афроамериканців - 0,9 % — азіатів - 0,2 % — корінних американців - 0,1 % — вихідців з тихоокеанських островів |

До двох чи більше рас належало 1,1 %. Частка іспаномовних становила 1,7 % від усіх жителів.
За віковим діапазоном населення розподілялося таким чином: 25,7 % — особи молодші 18 років, 60,7 % — особи у віці 18—64 років, 13,6 % — особи у віці 65 років та старші. Медіана віку мешканця становила 44,6 року. На 100 осіб жіночої статі у місті припадало 97,6 чоловіків;  на 100 жінок у віці від 18 років та старших — 95,3 чоловіків також старших 18 років.
Середній дохід на одне домашнє господарство  становив 137 121 долар США (медіана — 111 220), а середній дохід на одну сім'ю — 155 587 доларів (медіана — 131 613). Медіана доходів становила 88 510 доларів для чоловіків та 78 150 доларів для жінок. За межею бідності перебувало 3,9 % осіб, у тому числі 5,3 % дітей у віці до 18 років та 2,7 % осіб у віці 65 років та старших.
Цивільне працевлаштоване населення становило 5861 особа. Основні галузі зайнятості: освіта, охорона здоров'я та соціальна допомога — 22,5 %, фінанси, страхування та нерухомість — 16,5 %, виробництво — 14,9 %.